# Place de Verdun (Pau)
Pour les articles homonymes, voir Place de Verdun.
La place de Verdun est située dans le centre-ville de Pau. Elle a une orientation nord-sud.

## Situation et accès
Au sud, dans une direction en sens unique ouest-est, se trouve la rue Antoine de Bayard. On descend par la rue Corisande vers la place Gramont avec ses fontaines et ses arcades.

À l'est, se trouve la rue de Liège, dans une direction Sud-Nord en circulation.

Au nord de la place, le cours Camou a une direction Est-Ouest. La rue Michelet relie la place au parc des expositions de Pau.

À l'ouest, se trouve la rue du maquis du Béarn, longeant les terrains de sport de la caserne Bernadotte.
La place est coupée en deux par la rue Ambroise Bordelongue, résistant.
La place de Verdun a une connotation militaire : elle est longée par le bâtiment de la caserne Bernadotte. Au sud de la place se trouve une petite enceinte avec un monument de commémoration des victimes des guerres françaises. En effet, la place est située non loin du cimetière de Pau, sis derrière la caserne Bernadotte. La statue représente trois poilus de la grande guerre. Les plaques rendent hommage aux victimes des différents conflits. L'une d'entre elles témoigne de la présence du 18e régiment d'infanterie de ligne aux côtés des Américains à la bataille de Yorktown lors de la guerre d'indépendance. Cette statue est un don réalisé par Miss Alice Cushing en 1925 pour symboliser l'amitié franco-américaine, cette dernière était résidente à Pau et propriétaire de la villa Beverly (actuelle école Saint-Dominique). Le monument est taillé dans de la pierre blanche, il est l'œuvre du sculpteur américain Charles Ayton.
En temps ordinaire, elle sert de lieu de stationnement pratique et gratuit en centre ville (environ 1 500 places). Elle accueille également diverses manifestations : foire aux manèges, cirques, défilés du 14 juillet, etc. Elle accueille des arrivées du tour de France.
Les abords nord (cours Camou) et est (rue de Liège) de la place de Verdun sont plantés de platanes et ensablés ce qui permet aux joueurs de pétanque de venir partager un moment avec leurs amis ; des compétitions y sont parfois organisées.
Le long de la caserne Bernadotte se trouvent des terrains de sports et au bout des aires de jeux pour les enfants.
Du cours Camou, on peut contempler le château de Pau qui se dessine sur les Pyrénées en toile de fond.

## Origine du nom
Elle porte le nom de Verdun, ville du département de la Meuse, célèbre par la bataille dont elle fut le centre en 1916. C'est Stanislas Lavigne, fonctionnaire et conseiller municipal, qui est à l'initiative du changement de nom de la Haute-Plante en Place de Verdun, lors du conseil municipal du 12 octobre 1916.

## Historique
L'emplacement de l'actuelle place de Verdun était, à l'origine, occupé par un vaste marécage insalubre. Sous l'impulsion d'Henri d'Albret, cette zone devint au XVIe siècle l'un des jardins royaux du château de Pau. On l'appelait alors la Haute-Plante, sur laquelle furent plantés châtaigniers, arbres fruitiers, vignes, fleurs etc.
Tombée en jachère à partir du XVIIe siècle, la Haute-Plante accueillit la plus importante foire aux bestiaux du Béarn jusqu'à la fin du XIXe siècle. Elle fut progressivement victime de l'expansion croissante de la ville de Pau. Plusieurs projets urbanistiques virent le jour avec la construction d'un cimetière et d'une caserne militaire. La caserne Bernadotte a été achevée en 1875 après des travaux étalés sur près de 50 ans, celle-ci a été voulu sous la Restauration pour se défendre de l'Espagne. La caserne pouvait loger jusqu'à 5 000 hommes ce qui en fait l'une des plus grandes de France. L'actuelle place de Verdun servait alors de champ d'exercice et de manœuvres.

## Bâtiments remarquables et lieux de mémoire

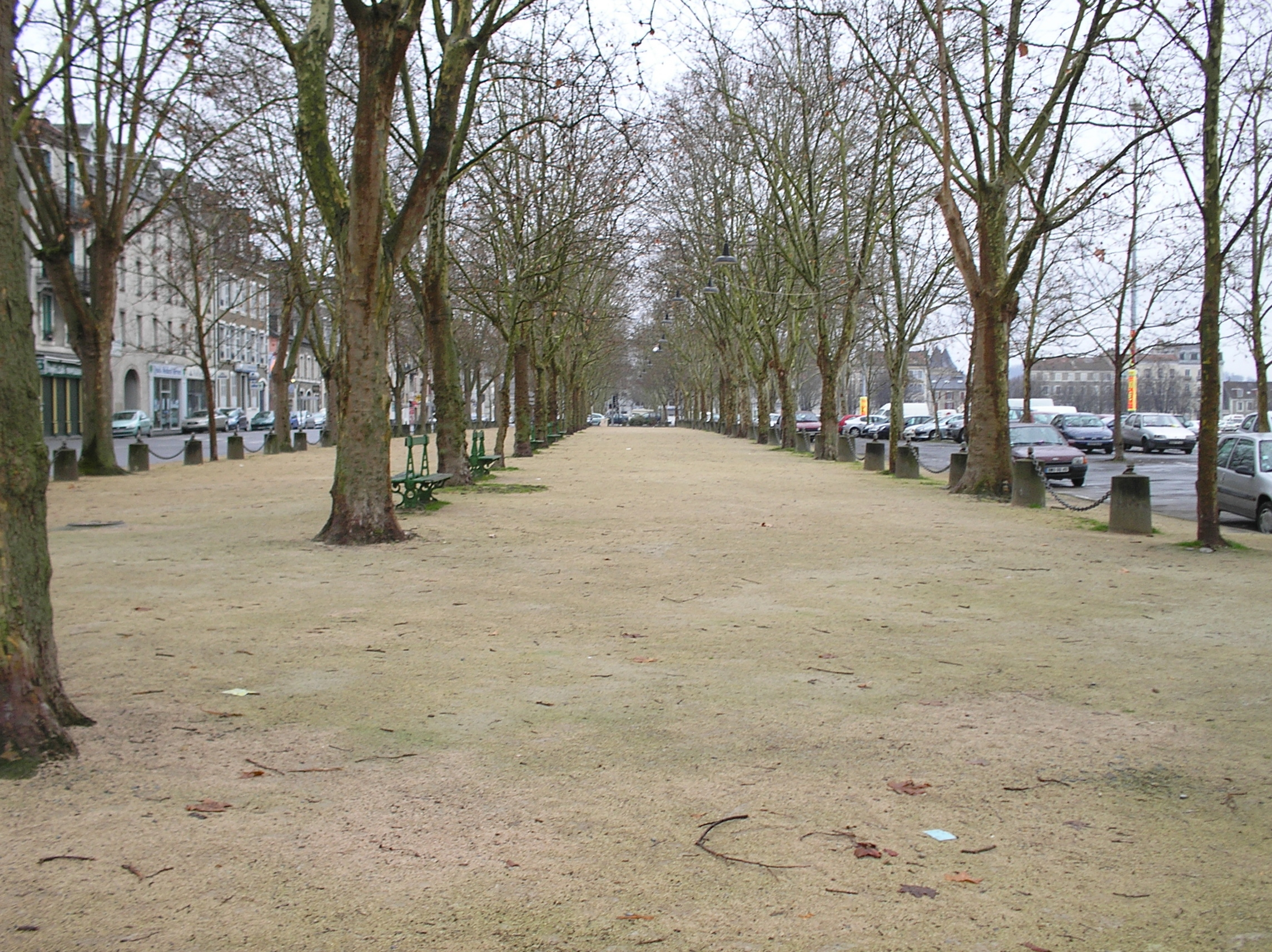
Aires de pétanque sous les platanes
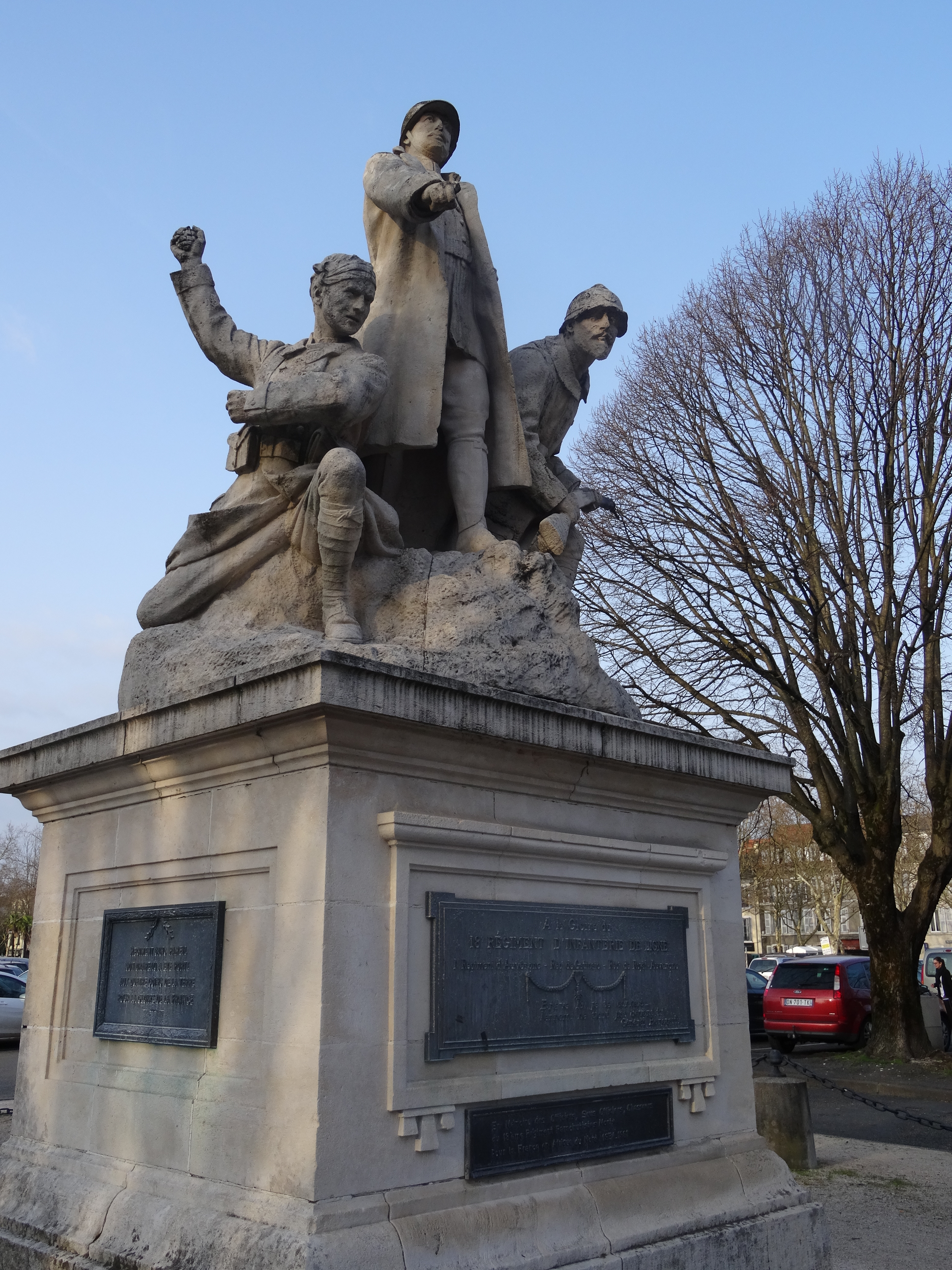
Statue des poilus
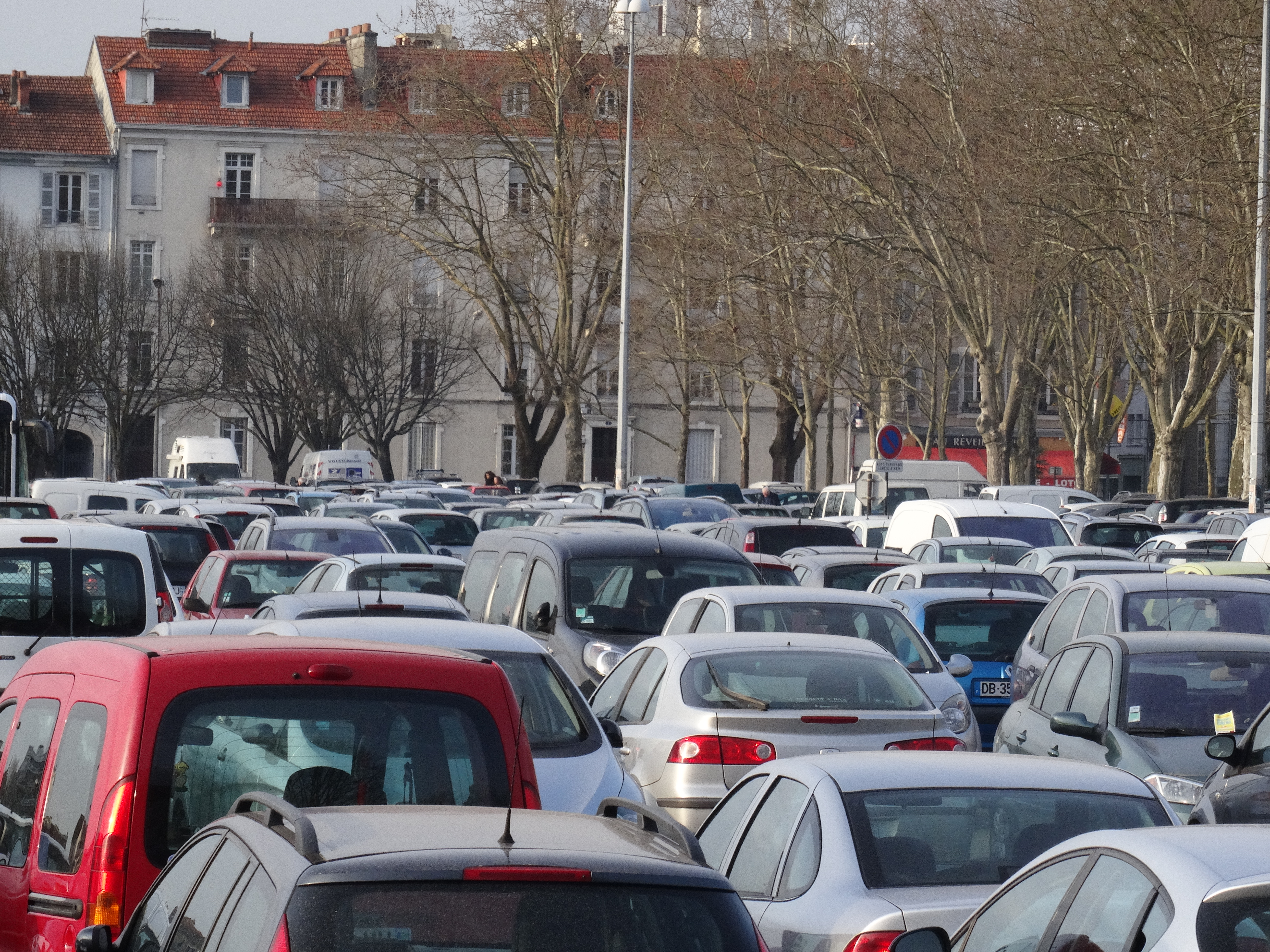
La place de Verdun est occupée par un immense parking devenu payant depuis le 1er août 2017